# 若埃·朱诺
若埃·朱诺（法語：Joé Juneau，1968年1月5日—），加拿大男子冰球运动员，场上位置是前锋。他曾代表加拿大国家队参加1992年冬季奥林匹克运动会冰球比赛，获得一枚银牌。